# NGC 6791
NGC 6791 est un très vieil amas ouvert situé dans la constellation de la Lyre. Il a été découvert par l'astronome allemand August Winnecke en 1853. Il a aussi été également découvert indépendamment par l'astronome américain Horace Parnell Tuttle le 17 juillet 1859.
La taille apparente de l'amas est de  10 minutes d'arc, ce qui, compte tenu de la distance égale à 4 480 ± 505 pc et grâce à un calcul simple, équivaut à une taille réelle de 42,5 ± 4,8 al.
Selon la classification des amas ouverts de Robert Trumpler, cet amas renferme plus 100 étoiles (lettre r) dont la concentration est moyenne (II) et dont les magnitudes se répartissent sur un intervalle moyen (le chiffre 2) ou grand (le chiffre 3). Selon le site Lynga consacré aux amas ouverts, le nombre d'étoiles de l'amas est de 300.

## Observation
La magnitude visuelle de 9,5 de cet amas permet de l'observer assez aisément avec des jumelles ou encore un petit télescope.

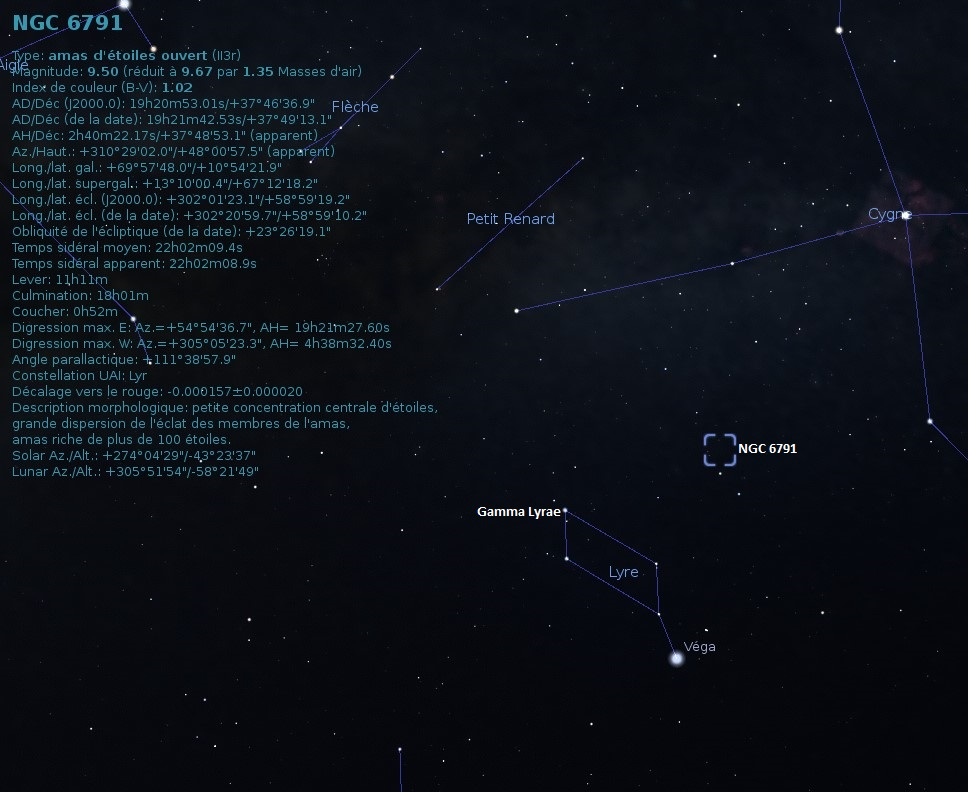
Emplacement de NGC 6791 dans la constellation de la Lyre.

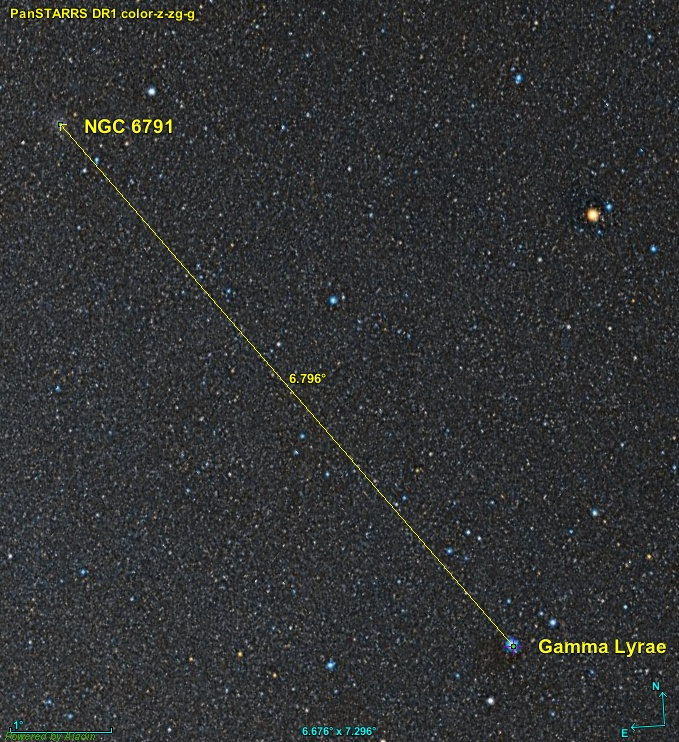
Position de NGC 6791 par rapport à Gamma Lyrae.

NGC 6791 est à environ 6,8° au nord-est de l'étoile Gamma Lyrae.

## Caractéristiques
NGC 6791 est un objet unique dans notre galaxie. Traditionnellement catalogué en tant qu'amas ouvert, il possède un certain nombre de particularités qui l'éloignent de cette simple vision. Sa nature se révèle énigmatique. D'environ 5000 masses solaires, il est plus massif, plus riche en métaux (en astrophysique, on entend par métal tout élément autre que l'hydrogène et l'hélium), mais également plus âgé que tous les autres amas ouverts. De plus, contrairement aux autres amas ouverts qui se trouvent dans le plan galactique, NGC 6791 en est distant de 1 kpc.

### Distance et vitesse
Sept valeurs de la distance sont indiquées sur la base de données Simbad allant de 4 087 pc à 6 918 pc. En excluant cette dernière qui date d'une publication moins récente, on obtient une valeur de 4 480 ± 505 pc (∼14 600 al). Huit valeurs de la vitesse sont aussi indiquées sur Simbad pour une vitesse moyenne de −47,8 ± 1,9 km/s

### Métallicité
Simbad rapporte douze valeurs de la métallicité (Fe/H) comprises entre 0,216 et 0,52 pour une moyenne de 0,336 ± 0,074. Cela signifie que le pourcentage d'éléments lourds (plus lourd que l'hydrogène et l'hélium) de cet amas est compris entre 183% (10(0,336 - 0,074)) et 257% (10(0,336 + 0,074)) de celui du Soleil. Cet amas est l'un des plus âgés et sa métallicité l'une des plus élevées, ce qui est contraire à la règle habituelle où un amas âgé est pauvre en métal.

### Trois générations d'étoiles

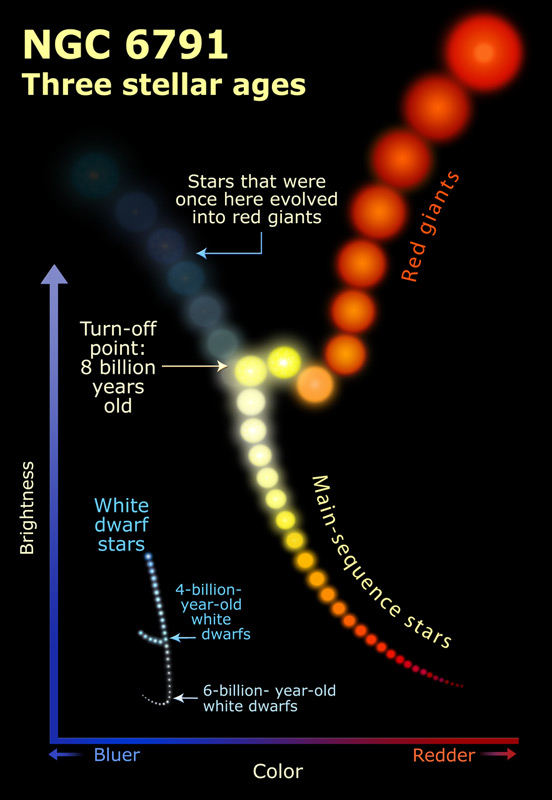
Diagramme de Hertzsprung-Russell montrant les trois générations d'étoiles de NGC 6791.

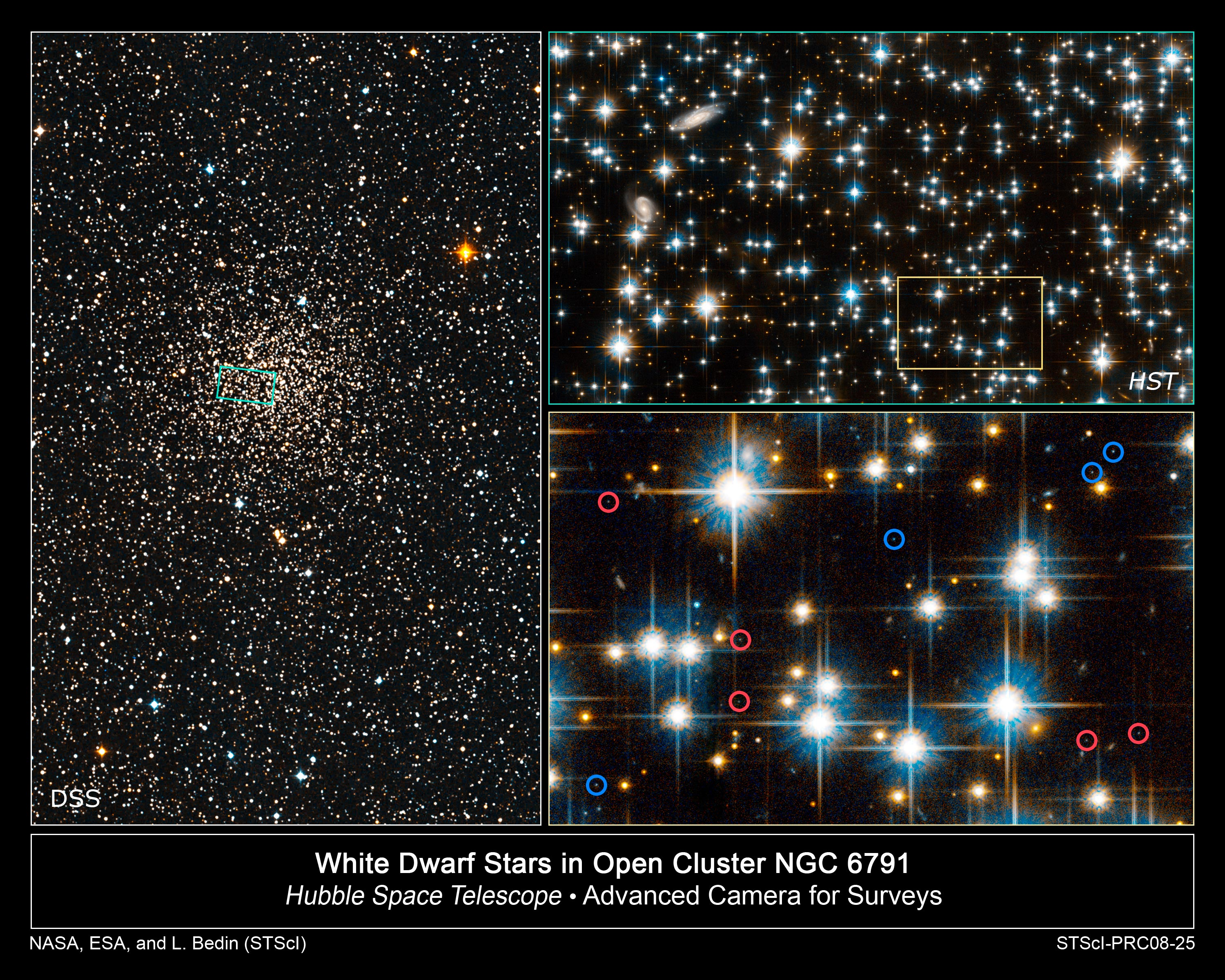
Zoom sur le cœur d'NGC 6791 par le télescope spatial Hubble. Sur la dernière image (en bas à droite), les cercles bleus et rouges indiquent des étoiles candidates au titre de naine blanche, nichées au centre de l'amas.

Ce mystérieux amas semble renfermer trois générations différentes d'étoiles. Deux de ces populations dont des étoiles qui ont épuisé le carburant nucléaire de leur cœur, ce sont des naines blanches. Les étoiles de l'un de ces deux groupes semblent âgées de six milliards d'années et celles de l'autre de quatre milliards. Les étoiles les plus vieilles de séquence principale qui sont sur le point de retournement sont quant à elles âgées de huit milliards d'années. Cette disparité des âges des étoiles de NGC 6791 est une énigme pour les astronomes, car les étoiles d'un amas ouvert sont censées être nées à la même époque.
Cependant, il est possible que les naines blanches du groupe le plus jeune fassent partie d'un système binaire non résolu par les études. Leur luminosité serait alors surestimée et les ferait apparaître plus jeunes. Si on admet cette hypothèse, il resterait tout de même deux populations d'étoiles.
On a donc envisagé l'hypothèse que cet amas soit le reste d'un système plus vaste pouvant produire des étoiles de haute métallicité. Ce système, une petite galaxie par exemple, aurait été dépeuplé par la force de marée de la Voie lactée.
NGC 6791 renferme également de très nombreuses étoiles traînardes bleues, 75 au total selon un article publié en 2022. L'une de ces étoiles est de type EW (?).
Simbad montre aussi un bouton nommé Children. En cliquant sur ce bouton, on atteint une section de cette base de données qui renferme un tableau contenant 2738 entrées pour NGC 6791. Cependant, des étoiles (les Children) peuvent apparaître plusieurs fois dans la deuxième colonne du tableau, d'où le nombre de liens bibliographiques qui est supérieur au nombre d'étoiles. La quatrième colonne de ce tableau indique la probabilité que l'étoile appartienne à l'amas. En cliquant sur le titre de cette colonne, on peut classer la probabilité par ordre croissant ou décroissant. En cliquant sur la désignation de l'étoile, on atteint la page de Simbad qui résume ses propriétés.

## Galerie

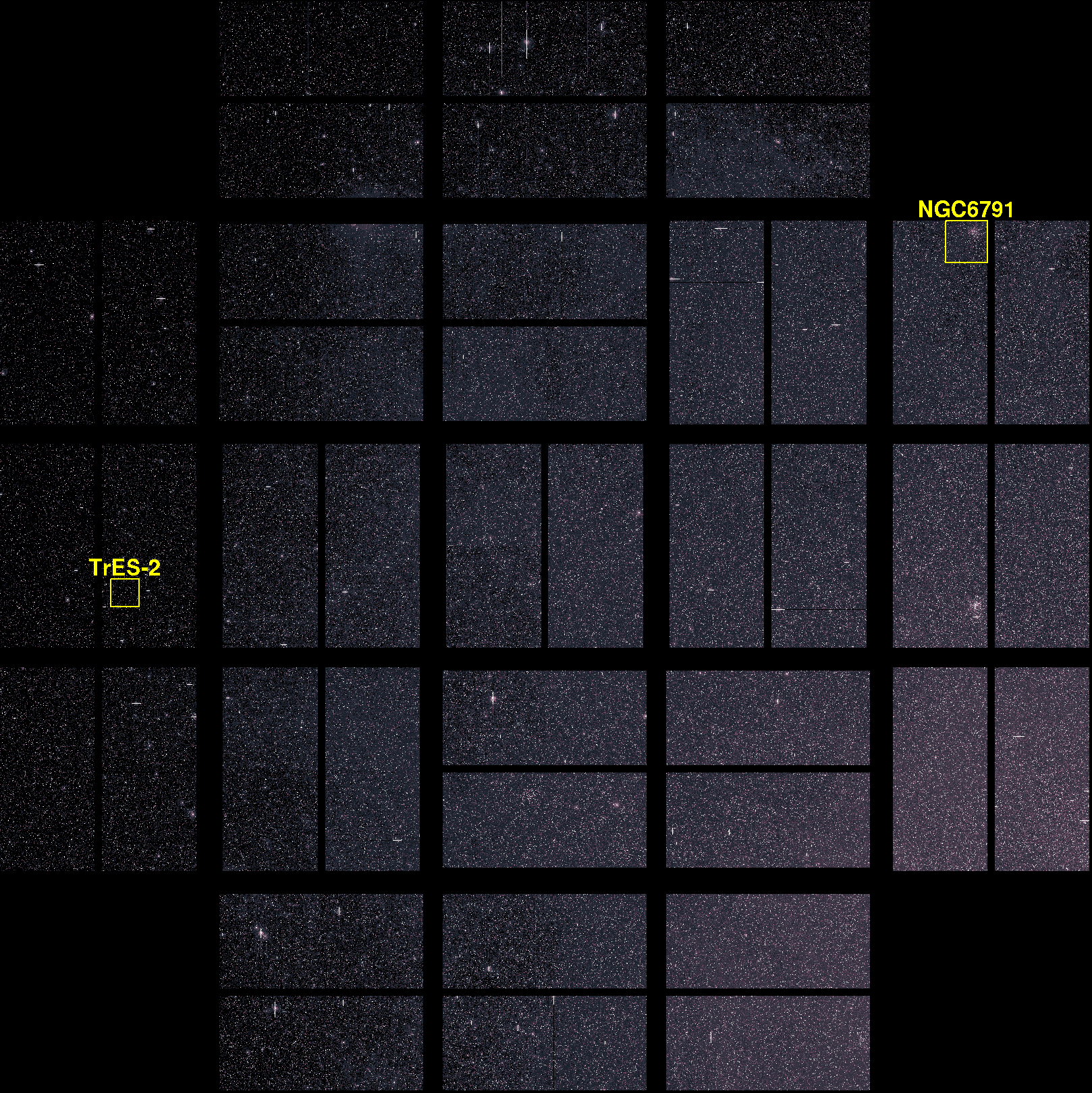
Cette image provient de la mission Kepler. L'amas est dans la partie supérieure droite, alors que Kepler-19, une étoile renfermant au moins trois exoplanètes est en bas à gauche.
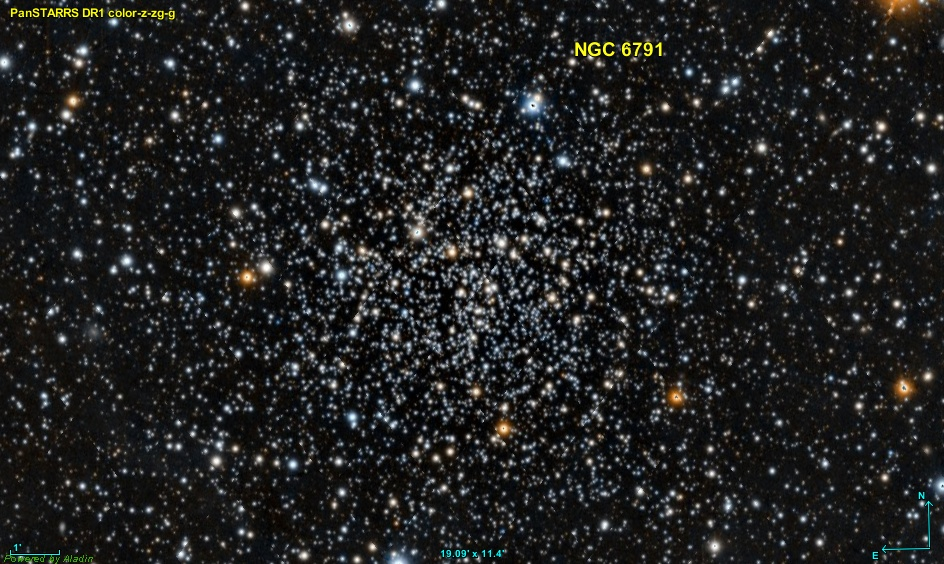
NGC 6791 par le relevé Pan-STARRS.